# Sylvère Maes

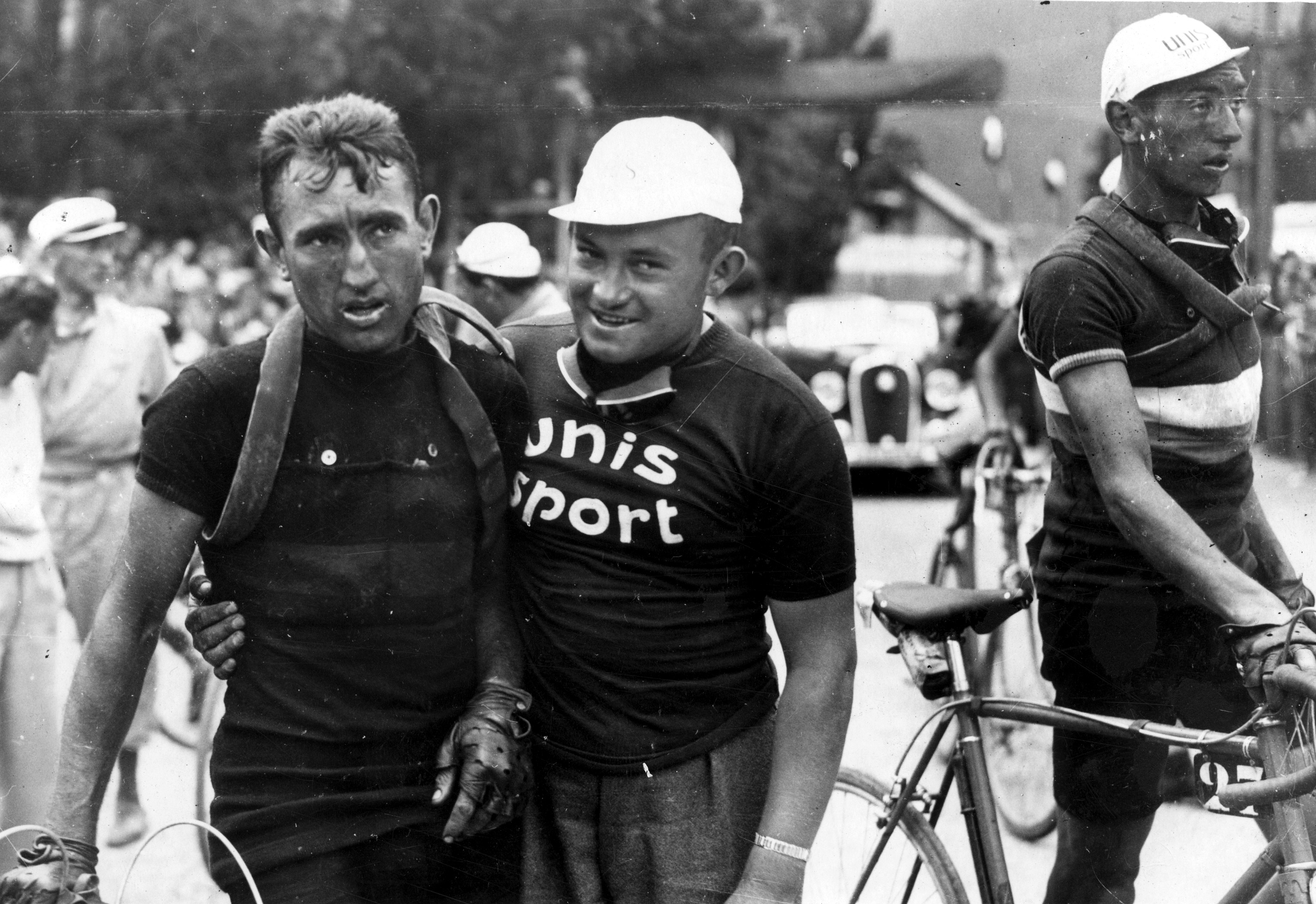
Sylvère Maes bei der Tour de France 1936

Sylvère Maes (* 27. August 1909 in Gistel; † 5. Dezember 1966 in Oostende) war ein belgischer Radrennfahrer, der die Tour de France zweimal gewinnen konnte (1936 und 1939). Es gibt keine Verwandtschaft zu Romain Maes, dem belgischen Tour-de-France-Sieger von 1935.

## Leben
Er gehörte zur herausragenden belgischen Nationalmannschaft der 1930er Jahre. Durch zwei Triumphe bei der Tour de France (1936 und 1939) trug er selbst zu dieser glorreichen Phase bei. Der Sieg 1933 beim Klassiker Paris–Roubaix gilt als weiterer Höhepunkt seiner Karriere. 1933 siegte er im Critérium international de cyclo-cross. In den 1950er Jahren betreute er mehrfach die Nationalmannschaft der Amateure bei Etappenrennen. So war er 1956 verantwortlicher Trainer der belgischen Mannschaft bei der Internationalen Friedensfahrt.

## Sylvère Maes bei der Tour de France
- Tour 1934: 8. Platz (1 Etappensieg)
- Tour 1935: 4. Platz (1 Etappensieg)
- Tour 1936: Sieger (4 Etappensiege)
- Tour 1937: Aufgabe (1 Etappensieg)
- Tour 1938: 14. Platz
- Tour 1939: Sieger (3 Etappensiege), Sieger der Bergwertung

Maes gewann die letzte Tour de France vor dem Zweiten Weltkrieg. Nach dem Krieg erreichte er einen fünften Platz beim Giro d’Italia 1947 (als 37-Jähriger). 1948 beendete er seine Radsport-Karriere.